# Барнео
Барне́о — комплексная высокоширотная арктическая экспедиция, ежегодно организуемая Экспедиционным центром Русского географического общества. Так же называется дрейфующий ледовый лагерь — база экспедиции в непосредственной близости от Северного полюса.
База создаётся с 2000 года каждый год всего на месяц-полтора, как правило, в апреле, когда уже наступил полярный день, но солнце ещё не растопило лёд, нет сильного ветра и температура не ниже минус 30 градусов. Район, где производится разведка подходящей для базы льдины, ограничивается координатами от 88,5 до 89,5 градусов северной широты, и от 90 до 140 градусов восточной долготы, и определяется с учётом дрейфа льдов и на основании данных со спутника. 
На Барнео строится ледовый аэродром, принимающий регулярные рейсы Ан-74, на ней базируются два вертолёта Ми-8. На базе устанавливаются 12 отапливаемых жилых модулей, 2 кают-компании и несколько технических помещений.
За месяц базу «Барнео» посещают около 250 туристов из разных стран, которым предлагаются экстремальные (прыжки с парашютом, подлёдный дайвинг, полёт на воздушном шаре) и менее экстремальные программы (катание на мотосанях, собачьих упряжках, вертолёте). За посещение туристами базы отвечает организация-член Русского географического общества – Special Travel Club.
С 2006 года учёные Института океанологии РАН и Арктического и Антарктического института Федерального агентства по Гидрометеорологии и мониторингу окружающей среды проводят на базе комплексные научные исследования физических характеристик верхних водных масс, толщин и термических характеристик льда, оптических свойств торосов. Кроме того, их интересует концентрация, распределение и видовой состав живых организмов льда и верхней водной толщи, озоновый слой атмосферы.
Экспедиция не проводилась в 2020-2021 годах по причине пандемии коронавируса и в 2022 году из-за вторжения России на Украину. В 2023 году полёты в район Северного полюса для обустройства лагеря были возобновлены в усечённом виде (норвежские власти не разрешили использование аэропорт Лонгйир на Шпицбергене в качестве аэродрома подскока).

## Станцию посещали
- Альбер II (князь Монако)
- Мики Андо
- Бен Сондерс
- Коля Шпёри